# Sadi Bexheti
Sadi Bexheti (mac. Сади Беџети; ur. 1 listopada 1957 we wsi Lisec) – jugosłowiański i północnomacedoński lekarz oraz biolog pochodzenia albańskiego specjalizujący się w anatomii i biomedycynie, działacz polityczny. Doktor nauk medycznych, rektor Państwowego Uniwersytetu w Tetowie, w latach 2009–2013 burmistrz Tetowa.

## Życiorys
W 1981 roku ukończył studia medyczne na Uniwersytecie w Prisztinie, odbył następnie studia magisterskie z biomedycyny (1985) oraz uzyskał tytuł doktora nauk medycznych (1987) na Uniwersytecie w Zagrzebiu.
Przez wiele lat pracował jako asystent na Wydziale Medycznym Uniwersytetu w Prisztinie, gdzie później pełnił następujące funkcje: adiunkta (1986–1988), profesora nadzwyczajnego (1999–2000), profesora zwyczajnego (2000) oraz prodziekana ds. finansów (2000–2004). Jednocześnie był związany z Wydziałem Lekarskim Państwowego Uniwersytetu w Tetowie, którego od 2000 do 2002 roku był dziekanem. W 2006 roku zaczął pełnić obowiązki, a rok później został wybrany na rektora Państwowego Uniwersytetu w Tetowie.
W latach 2009–2013 pełnił funkcję burmistrza Tetowa.